# Etelhems krukmakeri

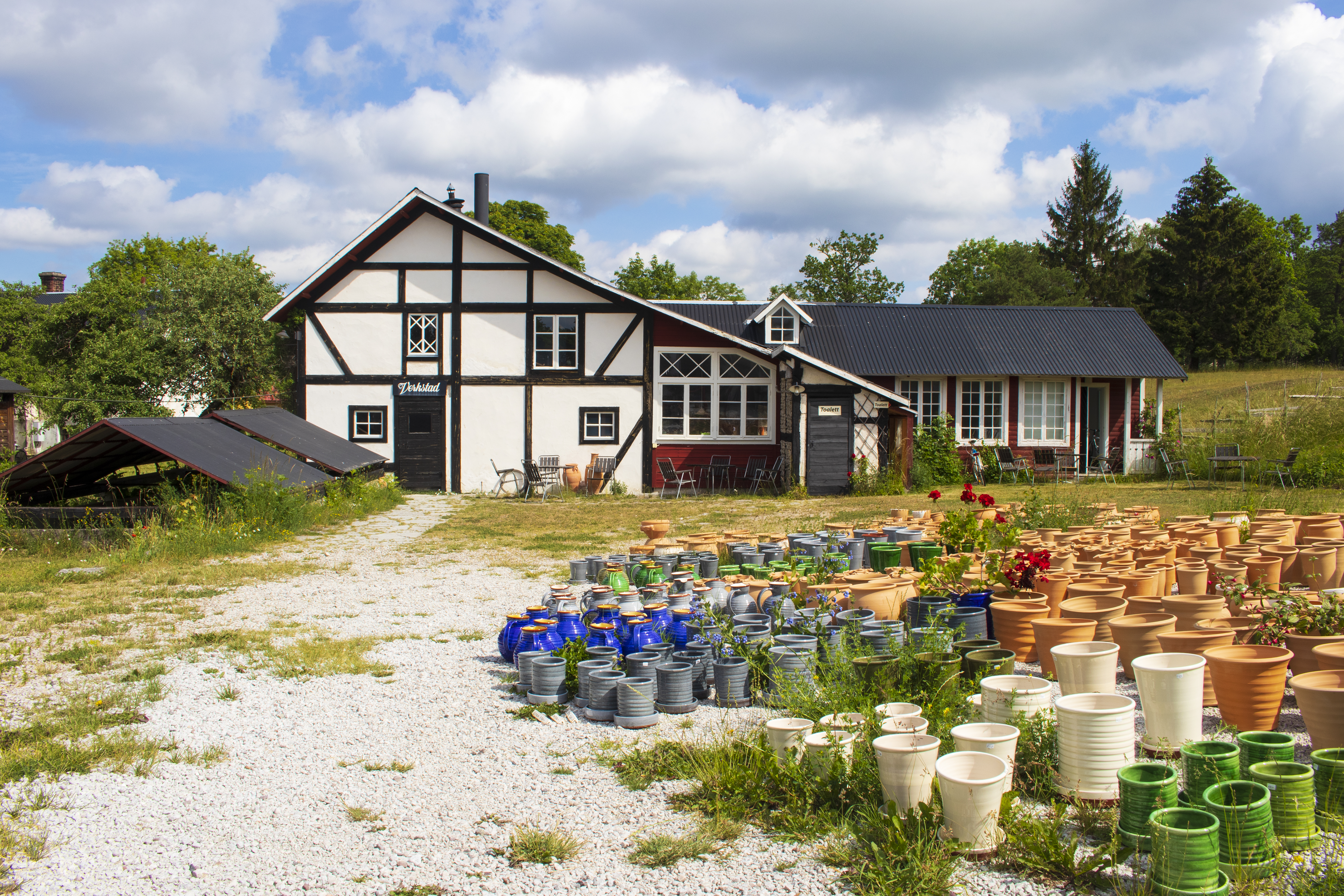
Etelhems krukmakeri (2019).

Etelhems krukmakeri är ett krukmakeri i Etelhem på byn Tängligs ägor i vägkorset mot Garde. Den 31 augusti 2001 förklarades Etelhems krukmakeri som byggnadsminne av Länsstyrelsen i Gotlands län.

## Historik
Etelhems krukmakeri startades 1889 av Axel Nilsson, som tillverkade bruksföremål och kakelugnar. Sedan dess har det funnits en kontinuerlig verksamhet på platsen. Här tillverkades bruksföremål i lergods. Vissa modeller fanns kvar sedan krukmakeriets inledningsskede. Sedan sonen Axel Olof Nilsson tagit över verksamheten upphörde kakelugnstillverkningen. 1960 övertogs verksamheten av Egil Solberg, som förutom bruksföremål även började tillverka prydnadsföremål i modernare formgivning. Under hans tid uppfördes en ny risugn för bränntemperaturer på upp till 1025 °C. År 1980 övertogs verksamheten av sonen Torleif Solberg. Krukmakeriet drevs av Torleif Solberg och AnnBritt Solberg mellan 1984 och 2010.

## Beskrivning
Verkstadsbyggnaden som uppfördes i samband med grundandet står kvar. Den inrymmer fortfarande den gamla verkstaden med sin inredning, bland annat drejskivor, lerkvarnar samt en keramikugn i två våningar. Verkstadsbyggnaden har under 1900-talet utökats och byggts till i etapper för att anpassas efter förändringar i produktionen. Från keramikverkstadens tidigare skeden finns bland annat ett tillhörande slamverk, en slambassäng och en risugn bevarade. Nordväst om verkstadsbyggnaden ligger det bostadshus, som fram till för några år sedan beboddes av krukmakeriets ägare.
Verkstadsbyggnaden (1) har en regel- och stolpkonstruktion, som är klädd med liggande spontad träpanel. Panelen är målad med Falu rödfärg, medan övriga snickerier är vitmålade. Den södra gaveln har en avvikande fasadbeklädnad, som tillkom på 1960-talet. Gaveln reveterades då mellan uppspikade brädor, för att likna en korsvirkesgavel. Verkstadsbyggnaden täcks av ett plåtbeklätt sadeltak. Den ursprungliga verkstadsbyggnaden utgör den nordvästra delen av byggnaden. Den stora keramikugnen är byggd i två våningar och placerad vid byggnadens södra gavel. Inte långt efter uppförandet av verkstadsbyggnaden gjordes en tillbyggnad åt söder, så att ugnen hamnade inomhus under tak.
Tillbyggnaden har två våningar. Den övre våningen har ett litet rum, som ursprungligen har varit en kammare, men som numera används som kontor. Den nedre våningen används till förvaring. Detta utrymme användes, då ugnen var igång, som upplag för ved med mera. Den äldsta verkstadsdelen har en liten vind, som under 1960-talet användes vid glasering. De tillbyggnader, som gjorts under 1900-talet ligger på den östra långsidan av verkstadsbyggnaden. I sydost ligger en lägre tillbyggnad, som användts som verkstad, sannolikt uppförd kring 1900-talets mitt. Norr om denna ligger en lerkällare, vilken kan vara ungefär samtida. På 1960-talet uppfördes ett ugnsrum i nordost och i början av 1990-talet byggdes huset ytterligare till i öster för mer verkstadsutrymme.
Söder om verkstadsbyggnaden ligger det till verkstaden tillhörande slamverket (2). Ursprungligen var det drivet med häst, men under 1900-talets första hälft utvecklades driften och slamverket blev motordrivet. Slamverk med maskineri täcks av ett pappbeklätt sadeltak. Intill slamverket står en tillhörande pump. Intill slamverket ligger en slambassäng (3) gjuten i betong och täckt av ett tak. Bassängen är samtida med slamverket. Sydost om slamverket och slambassängen finns en risugn (4). Ugnen byggdes upp 1967 av förra ägaren tillsammans med tre spanska krukmakare. Delar av risugnen är byggd med tegel från verkstadsbyggnadens gamla ugn.
Bostadshuset (5) är ursprungligen uppfört i skiftesverkskonstruktion omkring år 1850. Senare, omkring 1890, fick byggnaden en för tiden typisk hög stenfot med källare under hela byggnaden. Samtidigt reveterades byggnaden och försågs med en veranda av typ snickarglädje. Ett bakbygge med samma ytskikt och i samma stil samt ett nytt papptäckt tak tillkom 1915. Huset har genomgått viss renovering, främst invändigt, efter ägarbyten 1946 resp 1960. På 1980-talet bekläddes yttertaket med trapetskorrugerad plåt, på grund av läckage i det eternitbeklädda taket.